# 江汉石油会战
江汉石油会战是1969年8月至1972年5月在江汉地区开展的石油会战。发现11个油田。从1970年起江汉油田开始产油。1978年生产原油167.4万吨。